# Les Souvenirs d'un pauvre diable
Los recuerdos de un pobre diablo (en francés, Les Souvenirs d'un pauvre diable) es un relato del escritor francés Octave Mirbeau, publicado en forma de folletín, en el periódico Le Journal del 28 de julio al primero de septiembre de 1895, y posteriormente en la editorial Flammarion, en la colección “Une heure d'oubli…” (1921).  Este relato ha sido incluido en 1990 en la recopilación Contes cruels de Mirbeau.
Anne Revel-Bertrand ha realizado una adaptación teatral, que ha sido puesta en escena con éxito en 2012 y 2013 en el teatro del Marais de París. El texto de esta adaptación, destinada a dos actores, que alternan sus papeles, se publicó en marzo del 2013 en las ediciones DEO, de Mortagne.

## Deformación
Como en la anterior novela de Mirbeau, En el cielo, no publicada en formato libro en esta época, el narrador es “un pobre diablo” llamado Jorge. Para desgracia suya “ha nacido –nos dice- con el fatal don de percibirlo todo extremada y angustiosamente, hasta el dolor, hasta el ridículo”, como lo demuestran numerosos episodios de su infancia solitaria en un medio familiar poco propicio a su completo desarrollo.
También relata la “casi violación”, en los brazos de una lejana pariente, solterona frustrada, y luego su iniciación sexual, fuente de desencanto, a través de la pequeña sirvienta Marieta, que después él sorprende en los brazos de su padre, el cual, muy molesto, suda la gota gorda. El relato se interrumpe bruscamente con esta visión que desmitifica la autoridad paterna.
Bajo la apariencia de un relato de formación, en realidad se nos ofrece un relato de deformación, como ya ocurrió con Sébastien Roch en 1890.

## Desmitificación
Como de costumbre, Octave Mirbeau desmitifica la familia de la pequeña burguesía, poniendo en evidencia su carácter mezquino, egoísta y asfixiante, que aliena y desalienta al niño y erradica sus talentos potenciales, en lugar de permitir su desarrollo. 
Igualmente desmitifica el sentimiento amoroso, cantado mentirosamente por los poetas y que en realidad no es más que una ilusión destinada a ocultar la vulgaridad, incluso el carácter degradante de los deseos sexuales que rigen a los humanos.